# Romain Brandela
Romain Brandela (ur. 5 grudnia 1973 roku) – francuski kierowca wyścigowy.

## Kariera
Brandela rozpoczął karierę w wyścigach samochodowych w 2005 roku od startów we French GT Championship. W klasie GT Cup z dorobkiem 44 punktów uplasował się na dwunastej pozycji w końcowej klasyfikacji kierowców. W późniejszych latach Francuz pojawiał się także w stawce V de V Challenge Endurance Moderne - Proto, Francuskiego Pucharu Porsche Carrera, 24 Hours of Spa, International GT Open, FIA GT3 European Championship, Total 24H of Spa, Blancpain Endurance Series, FIA World Endurance Championship, 24-godzinnego wyścigu Le Mans oraz European Le Mans Series.